# ガルシア・フェルナンデス
ガルシア・フェルナンデス（スペイン語：García Fernández, 938年ごろ - 995年）は、カスティーリャ伯およびアラバ伯（在位：970年 - 995年）。995年5月、彼は狩りをしているときに奇襲部隊に捕らえられた。この戦闘で負傷し、戦利品としてコルドバに送られたが、995年6月にメディナセリで死去した。白手伯（Él de las Manos Blancas）と呼ばれた。

## 生涯
ガルシア・フェルナンデスはカスティーリャ伯フェルナン・ゴンサレスとサンチャ・サンチェス・デ・パンプローナの息子で、970年に父の跡を継いでカスティーリャ伯となった。カスティーリャ伯領で事実上自治が行われていたにもかかわらず、ガルシア・フェルナンデスはレオン王国の宗主権を認め続けた。ムーア人を犠牲にして領地を拡大させるため、974年に、戦いのため騎士となったカストロヘリスの農奴は貴族とするという布告を公布することにより、貴族の社会的基盤を拡大させた。ガルシアの死後、息子サンチョが伯位を継承した。

## 結婚と子女
960年ごろ、リバゴルサ伯ラモン2世の娘アバと結婚した。2人の間には7子が生まれた。
- マヨール・ガルシア - パリャース・ジュサ伯ラモン3世と結婚。夫と離婚後にカスティーリャに戻り、サン・ミゲル・デ・ペドロソ女子修道院長となった。弟サンチョの支援を受けリバゴルサ伯領を支配した。リバゴルサ伯領は後に姪でナバラ王サンチョ3世ガルセスの妃ムニアドナ・デ・カスティーリャが継承した[3]。
- サンチョ・ガルシア（965/7年 - 1017年） - カスティーリャ伯[4]
- ウラカ・ガルシア（1038年1月以降没） - コバルビアスの初代サン・コスメ・イ・サン・ダミアン修道院の初代女子修道院長[5]
- ゴンサロ・ガルシア（979年没）[5][6] - サルバドレス家とララ家の祖先であると考えられている
- エルビラ・ガルシア（978年ごろ - 1017年） - 991年にレオン王ベルムード2世と結婚[7][2]
- トダ・ガルシア - サルダーニャ伯ゴメス・ディアスの息子サンチョ・ゴメスと結婚[8]
- オネカ・ガルシア - シリャペルラタのサン・フアン修道院の初代女子修道院長、後にサン・サルバドール・デ・オーニャ女子修道院長[3]

## 伝説
ガルシアは中世のカスティーリャに関する2つの伝説に登場する。これらはガルシアの治世の間のこととされ、実際の歴史上の出来事を取り入れているが、本質的にほとんど架空の話である。『Cantar de los Siete Infantes de Lara（ララの7人の王子の歌）』では、ガルシアは脇役であり、ルイ・ベラスケスとその妻ドニャ・ランブラ、およびゴンサロ・グストスとその妻サンチャの2つの敵対する家族を和解させようとしたが失敗している。これは、更なる挑発行為が報復をエスカレートさせる場合、うまくいかないことを示している。もう一つの伝説におけるガルシアの役割はより重要である。『La condesa traidora（裏切りの伯爵夫人）』は、ガルシアの妻がコルドバの支配者であるアルマンソールに誘惑され、伯爵より権力を持つアルマンソールの妻になることを望んだ話である。彼女は、夫の死を計画し夫の馬に飼料をほとんど与えなかった。それにより戦いで馬が倒れ、ガルシアは重傷を負い数日後に亡くなる。アルマンソールが妻の息子サンチョ・ガルシア伯をランタロンに追放した後、妻も息子の死を企てる。妻は息子に対し毒入りのビールを用意したが、サンチョは事前に警告を受け、代わりに母親にそれを飲むように主張する。妻はこれにより死に、サンチョは戦いでアルマンソールを打ち負かす。